# Zygmunt Malawski (górnik)
Zygmunt Malawski (ur. 23 kwietnia 1879, zm. 3 stycznia 1944) – pierwszy, po odzyskaniu niepodległości, Prezes Wyższego Urzędu Górniczego w Katowicach.
Zygmunt Alojzy Malawski urodził się 23 kwietnia 1879 r. w Tarnowie. W 1897 r. ukończył gimnazjum klasyczne w Tarnowie i podjął studia na Wydziale Prawno-Administracyjnym Uniwersytetu Jagiellońskiego. Studia te kontynuował do 1901 r. W latach 1901–1905 studiował w Akademii Górniczej w Leoben w Austrii, uzyskując dyplom inżyniera górniczego.
W 1906 r. odbył jednoroczną praktykę w kopalni galeny w Przybramie (Czechy). W latach 1907–1914 pracował w Okręgowym Urzędzie Górniczym w Drohobyczu w charakterze adiunkta, a następnie komisarza górniczego. Stamtąd trafił do Okręgowego Urzędu Górniczego w Krakowie, gdzie pracował najpierw jako radca górniczy, pełniąc kolejno funkcję kierownika (od 1 czerwca 1920 r.) i naczelnika urzędu (od 27 września 1920 r.).
1 marca 1922 roku Zygmunt Malawski został delegowany do Departamentu dla Spraw Śląskich Ministerstwa Przemysłu i Handlu. Zlecono mu zadanie organizacji władz górniczych w przyznanej Polsce części górnośląskiego terytorium. Zaowocowało to powstaniem w czerwcu 1922 r. Wyższego Urzędu Górniczego w Katowicach. 2 lipca 1923 r. katowicki WUG wydał „Rozporządzenie Górniczo-Policyjne WUG” – zbiór przepisów określających zasady bezpiecznej pracy w zakładach górniczych.
Był prezesem Wyższego Urzędu Górniczego do roku 1939. Zmarł w Skawinie 3 stycznia 1944 r. Tam też został pochowany.